# Llista de chasmata d'Oberó
En aquest article només es mostra els noms oficials aprovats per la Unió Astronòmica Internacional (UAI).
Aquesta és una llista de chasmata amb nom d'Oberó. Les chasmata d'Oberó porten els noms de personatges tràgics i llocs de les obres de l'escriptor anglès William Shakespeare.
La latitud i la longitud es donen com a coordenades planetocèntriques amb longitud est (+ Est; 0-360).
| Chasma        | Coordenades                            | Diàmetre (km) | Epònim                                                                     | Ref.  |
| ------------- | -------------------------------------- | ------------- | -------------------------------------------------------------------------- | ----- |
| Mommur Chasma | 16° 18′ S, 323° 30′ E / 16.3°S,323.5°E | 537           | Casa del bosc d'Oberó (el Rei de les fades) de El somni d'una nit d'estiu. | WGPSN |